# IAI Nesher
O IAI Nesher (Grifo-eurasiático em hebraico) é a versão israelita do caça supersónico Mirage 5 , construído pela empresa israelense Israel Aircraft Industries (IAI) para a Força Aérea Israelita no final dos anos 60.

## Desenvolvimento
Devido ao sucesso alcançado por Israel com o Mirage III na Guerra dos Seis Dias, a Força Aérea Israelita solicitou a Dassault o desenvolvimento de uma nova versão. Como no oriente médio as condições meteorológicas são normalmente boas, esta versão não teria aviônicos avançados e seria dedicada ao ataque ao solo. Além de diminuir os custos, seria possível utilizar o espaço extra para carregar mais combustível, estendendo o alcance da aeronave. Esta nova aeronave foi denominada Mirage 5.
Com as crescentes tensões no oriente médio e a pressão internacional, estas aeronaves acabaram sofrendo embargo, por isso não foram entregues a Israel, sendo incorporadas a Força Aérea Francesa. Este embargo levou Israel a projetar e produzir o IAI Nesher e o IAI Kfir.

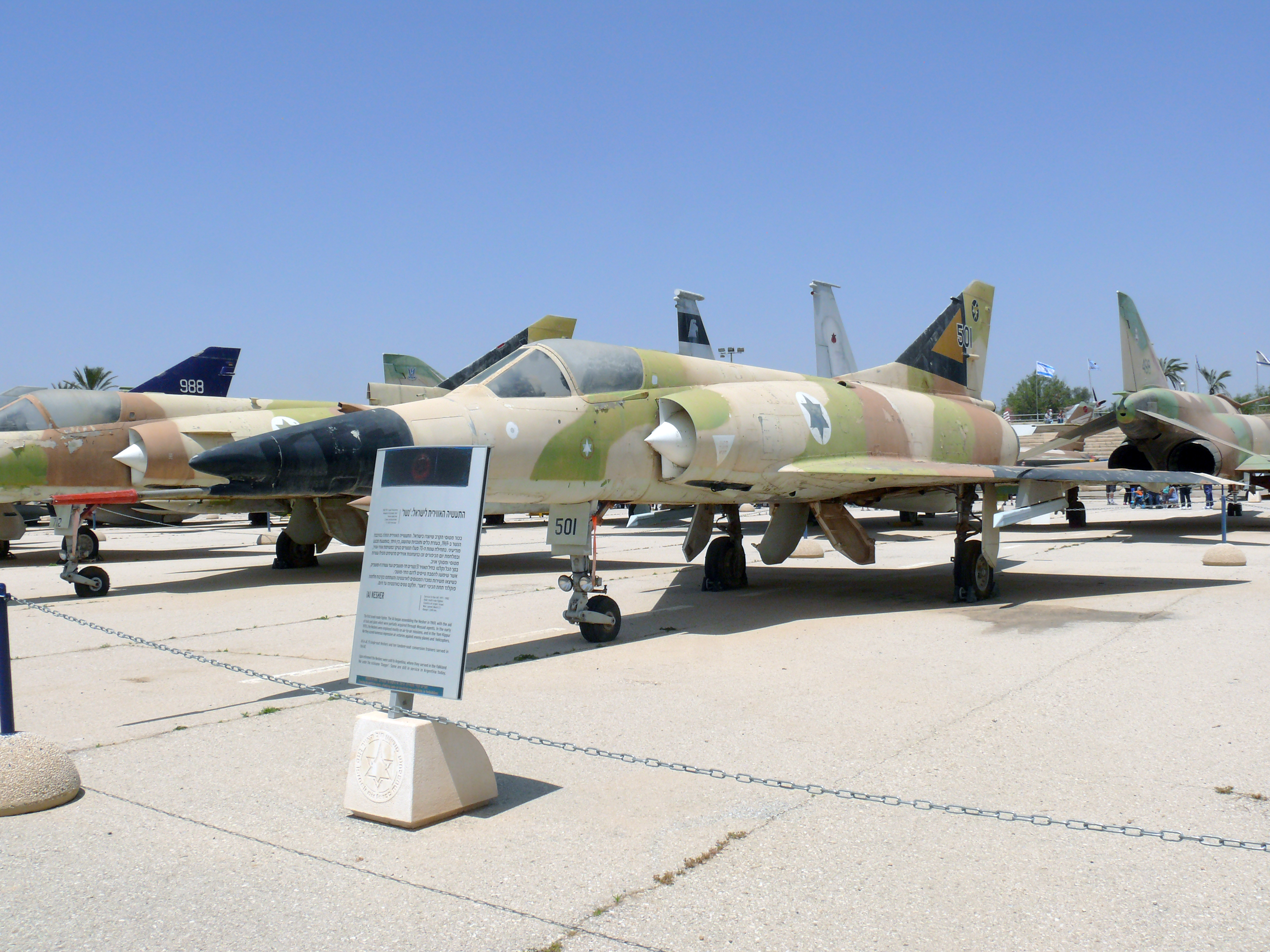
Um IAI Nesher israelense.

O Nesher é uma cópia do Mirage 5 com alguns aviônicos israelitas. Existem muitas especulações de como Israel desenvolveu esta aeronave. 51 aeronaves monopostas e 5 bipostas foram produzidas. Israel iniciou um projecto para adaptar a turbina americana J79 (usada pelo Lockheed F-104 Starfighter e pelo McDonnell Douglas F-4 Phantom II) na fuselagem do Nesher. Esta aeronave foi denominada Kfir.
Dos caças Nesher produzidos e utilizados por Israel, 35 monopostos e 4 bipostos foram exportadas para a Argentina com o nome de Dagger. As aeronaves foram recebidas em dois lotes, um em 1978 e outro em 1980. Em 1979, a Argentina celebrou um contrato de modernização dos Dagger com sistemas desenvolvidos para o Kfir C2. Esta nova variante foi denominada Finger.

## Variantes
- Nesher S: Versão monoplace (único assento) de ataque para a Força Aérea Israelense
- Nesher T: Versão biplace (duplo assento) de treinamento para a Força Aérea Israelense
- Dagger A: Versão monoplace de caça e ataque, modificado para a Força Aérea Argentina
- Dagger B: Versão biplace de treinamento, modificado para a Força Aérea Argentina

## Operadores
- Israel - Força Aérea Israelense - 61 aeronaves (51 Nesher S e 10 Nesher T), introduzidos em serviço em 1971, retirados de serviço em 1977;
- Argentina - Força Aérea Argentina - 39 aeronaves (35 Dagger A e 4 Dagger B), introduzidos em serviço em 1978, modificados para o padrão Finger durante os anos 80, retirados de serviço em 2015

## Especificações
Informações Dagger & Finger en Argentina 1978-2004 (2004, p. 83)

#### Características Gerais
- Tripulação: 1 (Nesher S), 2 (Nesher T)
- Comprimento: 15,65 m
- Envergadura: 8,22 m
- Altura: 4,25m
- Área Alar: 34.8 m²
- Peso Vazio: 6.600 kg
- Peso Máximo de Decolagem (MTOW): 13.500 kg
- Motor: 1x Turbojato SNECMA Atar 9C, 9.480lbf (42.2 kN) de empuxo seco, 13.690lbf (60.89 kN) com pós-combustor

#### Desempenho
- Velocidade Máxima: 2.593 km/h (14.001 kn/Mach 2.1)
- Alcance: 1.300 km
- Alcance de Combate: 1.186 km (com 4.700l de combustível em dois tanques ejetáveis, dois mísseis ar-ar e 1.179kg em bombas)
- Teto de Serviço: 17.680 m (58.010 ft)
- Taxa de Subida: 83 m/s (16.300 ft/min)

#### Armamento
- Canhões: 2x IAI/GIAT DEFA 552, de 30mm. 152 disparos para cada;
- Mísseis Ar-Ar: 2x Rafael Shafrir-2, de curto alcance, guiado por infravermelho;
- Bombas: Sete hardpoints (seis sobre as asas e um sobre a fuselagem), com capacidade de carregar 4.200kg de bombas.